# Інтер Експоцентр — Царьградне шосе (станція метро)
Інтер Експоцентр — Царьградне шосе (болг. Интер Експо Център - Цариградско шосе) — станція Софійського метрополітену. Розташована на четвертій лінії, після станції «Младост 3».
Станція «Інтер Експо Центр — Царьградное шосе» була відкрита 15 квітня 2012, колонна трипрогонна мілкого закладення, з береговими платформами. Довжина платформи — 102 м. Станція має один підземний вестибюль, пов'язаний з підземними переходами. 

## Фотогалерея

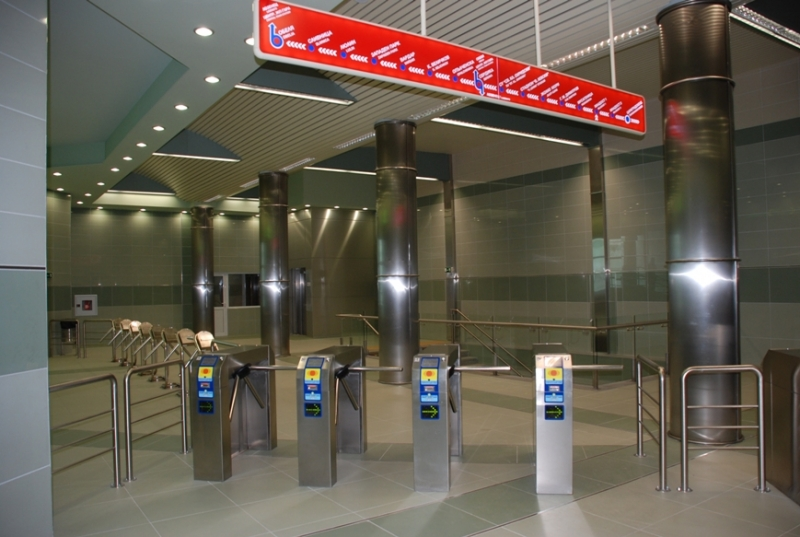

## Ресурси Інтернету
- Офіційний сайт Софійського метрополітену(болг.)
- Станція Інтер Експоцентр — Царьградне шосе на офіційному сайті(болг.)